# 東京薬科大学
東京薬科大学（とうきょうやっかだいがく、英語: Tokyo University of Pharmacy and Life Sciences）は、東京都八王子市堀之内1432-1に本部を置く日本の私立大学。1880年創立、1949年大学設置。大学の略称は東薬（とうやく）、東京薬科（とうきょうやっか）。

## 概要
東京薬科大学の前身は1880年創立の東京薬舗学校。1883年に東京薬学校となった。1929年には上野女子薬学校が設立され、1931年に東京薬学専門学校女子部になった。1949年に東京薬学専門学校と東京薬学専門学校女子部を併せて東京薬科大学が設立された。
このような経緯から男子部と女子部が存在することになった。男子部・女子部が同じキャンパスで学ぶようになったのは、1976年の全学八王子キャンパス移転後。女子の比率が著しく高い薬学部において、男子学生と女子学生の数を均等にするために、今日でも男女別学の体制を継続している。
また、日本最古の私立薬科大学であり、多くの傑出した人材を薬学界・薬業界に輩出し、医療分野のみならず、教育等幅広い領域で活躍している。
キャンパスには広さ4.1ヘクタールの薬用植物園があり、野生約500種を含む2000種程度の植物が生育している。

### 校章
東京薬科大学の前身、私立薬学校の初代校長であった下山順一郎が、明治20年代に西洋薬学を習得するためドイツに留学したおり、かの地の大学長から、日本において西洋薬学が根付き、大きく開花することを期待され「Flore Pharmacia !」（花咲け薬学）というラテン語の句を贈られた。この句「 Flore Pharmacia !」をFph ! とし、図案化したものを校章としたといわれている。

### スクールカラー
スクールカラーは東薬大古代紫（とうやくだいこだいむらさき）   。WEBカラーNo.#6D2970。2009（平成21）年4月1日に制定された。現在も校旗等に使われ長年親しまれてきたイメージを基調としたもの。

## 特色
- 『ウルトラマン80』『男はつらいよ』『花より男子』『ハチミツとクローバー』『時をかける少女』は同学八王子キャンパスで撮影された。広大で自然豊かなキャンパス故に多くのロケ地になっている。
- 第二次世界大戦前より『たにし踊り』が伝わり、『探偵!ナイトスクープ』でも取り上げられた。

## 沿革
- 1880年 - 東京薬舗学校として藤田正方が創立[4]。
- 1883年 - 東京薬学校と改称。
- 1886年 - 薬学講習所創立。
- 1886年 - 藤田正方が急逝、山田薫、熊沢善庵、大井玄洞が交替で東京薬学校校長を務める[5]。
- 1888年 - 東京薬学校と薬学講習所を合併し、私立薬学校を設立。下山順一郎校長に就任（11月6日 創立記念日）。
- 1917年 - 専門学校令に基づき東京薬学専門学校設立認可。丹波敬三初代校長に就任。
- 1929年 - 上野女子薬学校設立。
- 1931年 - 上野女子薬学校を東京薬学専門学校女子部と改称。
- 1949年 - 東京薬学専門学校と東京薬学専門学校女子部をもとに東京薬科大学設立。
- 1963年 - 大学院薬学研究科修士課程を設置。
- 1965年 - 大学院薬学研究科博士課程を設置。
- 1976年 - 八王子キャンパスに全学移転。
- 1981年 - 大学院薬学研究科医療薬学専攻を設置。
- 1994年 - 生命科学部発足。
- 1998年 - 大学院生命科学研究科修士課程設置。
- 2000年 - 大学院生命科学研究科博士課程設置。
- 2006年 - 学校教育法等の改正に基づき薬学部6年制に移行。薬学部教育5号館竣工。
- 2007年 - 環境生命科学科を環境ゲノム学科へ名称変更。大学基準協会による機関別認証評価の認定をうける[6]。
- 2008年 - 生命科学部、2学科4コース制を導入。
- 2013年 - 生命科学部、3学科制に移行。
- 2024年 - 薬学部において｢男子部｣｢女子部｣別の学生募集から､「男女一括」での学生募集に変更[7]。

## 薬学部

### 学科
- 薬学科（2024年4月開設）
- 医療薬学科（2024年4月学生募集停止）
- 医療薬物薬学科（2024年4月学生募集停止）
- 医療衛生薬学科（2024年4月学生募集停止）

### 男女別学
薬学部は「男子部」と「女子部」が存在し、男女別学となっている。元々、別の専門学校だったのが統合された経緯から、その後も男女別に授業を行っている。ただし、カリキュラム（授業科目、単位数など）の内容は同じである。なお、4年次からの卒業研究（研究室配属）に関しては男女の区別が無く、共学と同じ状態である。選択科目及びサークル活動は男女合同。
2008年度より、東洋食品工業短期大学が男女共学となったため、2018年時点、日本で唯一の男子大学と見ることもできる。

## 生命科学部

### 学科
- 分子生命科学科
- 応用生命科学科（2012年度迄は「環境ゲノム学科」）
- 生命医科学科

## 大学院
- 生命科学研究科
- 薬学研究科

## 大学関係者と組織

### 大学関係者一覧
- 東京薬科大学の人物一覧

## 対外関係

### 姉妹校関係
- 東京医科大学 1992年
- 杏林大学 2004年

### 他大学との協定
- 2010年9月に、東京医科大学と工学院大学の3者間で「医薬工連携による教育・研究活動の推進に関する協定」を締結。
- 2015年8月に、東海大学医学部付属八王子病院と「地域交流事業協定」を締結。

### 産学連携
高尾ビール（八王子市）とクラフトビールを共同開発している。